# Dierkow
Dierkow, situato nei pressi di Rostock, Meclemburgo, era un insediamento slavo-scandinavo di epoca vichinga. Si trovava sulla costa meridionale del Mar Baltico a cavallo tra l'VIII ed il IX secolo. Né il sito stesso né i vicini burgh slavi di Kessin e Fresendorf sono stati ancora sufficientemente studiati.